# Monnes
Monnes es una comuna francesa situada en el departamento de Aisne, de la región de Alta Francia.

## Geografía
Está ubicada a 25 km al sur de Soissons.

## Demografía
| 127 | 126 | 108 | 93 | 84 | 70 | 85 | 109 |
| Para los censos de 1962 a 1999 la población legal corresponde a la población sin duplicidades (Fuente: INSEE [Consultar]) |     |     |    |    |    |    |     |